# Hurma kaukaska
Hurma kaukaska (Diospyros lotus) - nazywana również hebankiem jagodowym i hebanowcem pospolitym (ta nazwa jest nieprawidłowa) – gatunek rośliny z rodziny hebankowatych. Występuje w Azji Mniejszej, na Zachodnim Zakaukaziu, w południowym Azerbejdżanie, Iranie, Afganistanie, Nepalu, Pakistanie, Chinach, Korei, w uprawie również w innych rejonach.

## Morfologia
Zwykle krzew lub drzewo o wysokości do 5-10 metrów (rzadko do 20 m). Jednak w Górach Tałyskich na pograniczu Azerbejdżanu i Iranu, gdzie hurma tworzy miejscami okazałe lasy, osobniki liczące ok. 100 lat osiągają 28 m wysokości i 50 cm średnicy, a zdarzały się i okazy sięgające 40 m wysokości i 80 cm średnicy.
Liście podługowate lub podłużnie eliptyczne, owłosione i całobrzegie. Roślina dwupienna, kwiaty rozmieszczone po kątach liści, żeńskie pojedynczo, męskie po 3 sztuki. Korona kwiatowa zielonkawa, dzwonkowata.
Owocem jest kulista jagoda średnicy 1,5 - 2 cm w kolorze początkowo zielonym, następnie pomarańczowym, a w końcu niebieskoczarnym z matowym nalotem. Owoce niedojrzałe są cierpkie (zawierają dużo taniny, nadają się do spożycia po uprzednim sparzeniu), dojrzałe (najlepiej przemrożone) bardzo smaczne, słodkie i soczyste. Zwane są figami kaki.

## Zastosowanie
Drewno żółtawe, mocne, sprężyste, znane na rynku pod nazwą "zielonego drzewa hebanowego". Wykorzystywane jest na wyroby tokarskie. Owoce spożywane są jako świeże, suszone lub w postaci dżemów, wytwarza się z nich soki i wina. Wywar z roślin używany jest do produkcji pokostów.
Jest jednym z gatunków, które są utożsamiane z antycznym opisem drzewiastego lotosu.